# Aubigny-en-Plaine
Aubigny-en-Plaine är en kommun i departementet Côte-d'Or i regionen Bourgogne-Franche-Comté i östra Frankrike. Kommunen ligger i kantonen Saint-Jean-de-Losne som tillhör arrondissementet Beaune. År 2022 hade Aubigny-en-Plaine 544 invånare.

## Befolkningsutveckling
Antalet invånare i kommunen Aubigny-en-Plaine
Referens:INSEE